# Cervicati
Cervicati är en ort och kommun i provinsen Cosenza i regionen Kalabrien i Italien. Kommunen hade 816 invånare (2017).